# Шевченко Марфа Яківна
Марфа Яківна Шевченка (25 травня 1920 — 16 січня 1997) — передовик радянського сільського господарства, ланкова колгоспу «Комуніст» Коломакського району Харківської області, Герой Соціалістичної Праці (1948).

## Біографія
Народилася 1920 року в селі Сидоренкове, нині Валківського району Харківської області у родині українського селянина.
Здобувши початкову освіту в сільській школі, почала працювати у місцевому колгоспі «Заповіт Ілліча». Під час німецько-радянської війни перебувала на окупованій території. У 1943 році, після звільнення, почала працювати в колгоспі «Комуніст». Пізніше почала очолювати польову ланку з вирощування зернових. У 1947 році її ланка отримала урожай зерна 30,2 центнери з гектара на площі 14 гектарів.
Указом Президії Верховної Ради СРСР від 16 лютого 1948 року за отримання високих показників у сільському господарстві та рекордні врожаї зернових Марфі Яківні Шевченко було присвоєно звання Героя Соціалістичної Праці з врученням ордена Леніна та медалі «Серп і Молот».
Мешкала у рідному селі Сидоренкове. Померла 16 січня 1997 року, похована на сільському цвинтарі.

## Нагороди
За трудові успіхи була удостоєна:
- золота зірка «Серп та Молот» (16.02.1948)
- орден Леніна (16.02.1948)
- інші медалі.